# Diplôme d'études universitaires générales en économie et gestion
Pour les articles homonymes, voir Diplôme d'études.
En France, Le Diplôme d'études universitaires générales Économie et gestion est le premier diplôme universitaire (bac+2) dans les études économiques.

## Historique
Entre 1993 et 1997, le programme est fixé par l'arrêté du 9 février 1993.
À partir de 1997, et jusqu'à l'application de la réforme LMD, le programme est fixé par l'arrêté du 30 avril 1997.
Actuellement, le DEUG  économie et gestion est le diplôme intermédiaire d'une Licence Économie et gestion (qui n'a pas forcément ce nom puisque les intitulés ne sont plus fixés nationalement).